# Aktse
Koordinaten: 67° 9′ 0″ N, 18° 18′ 0″ O

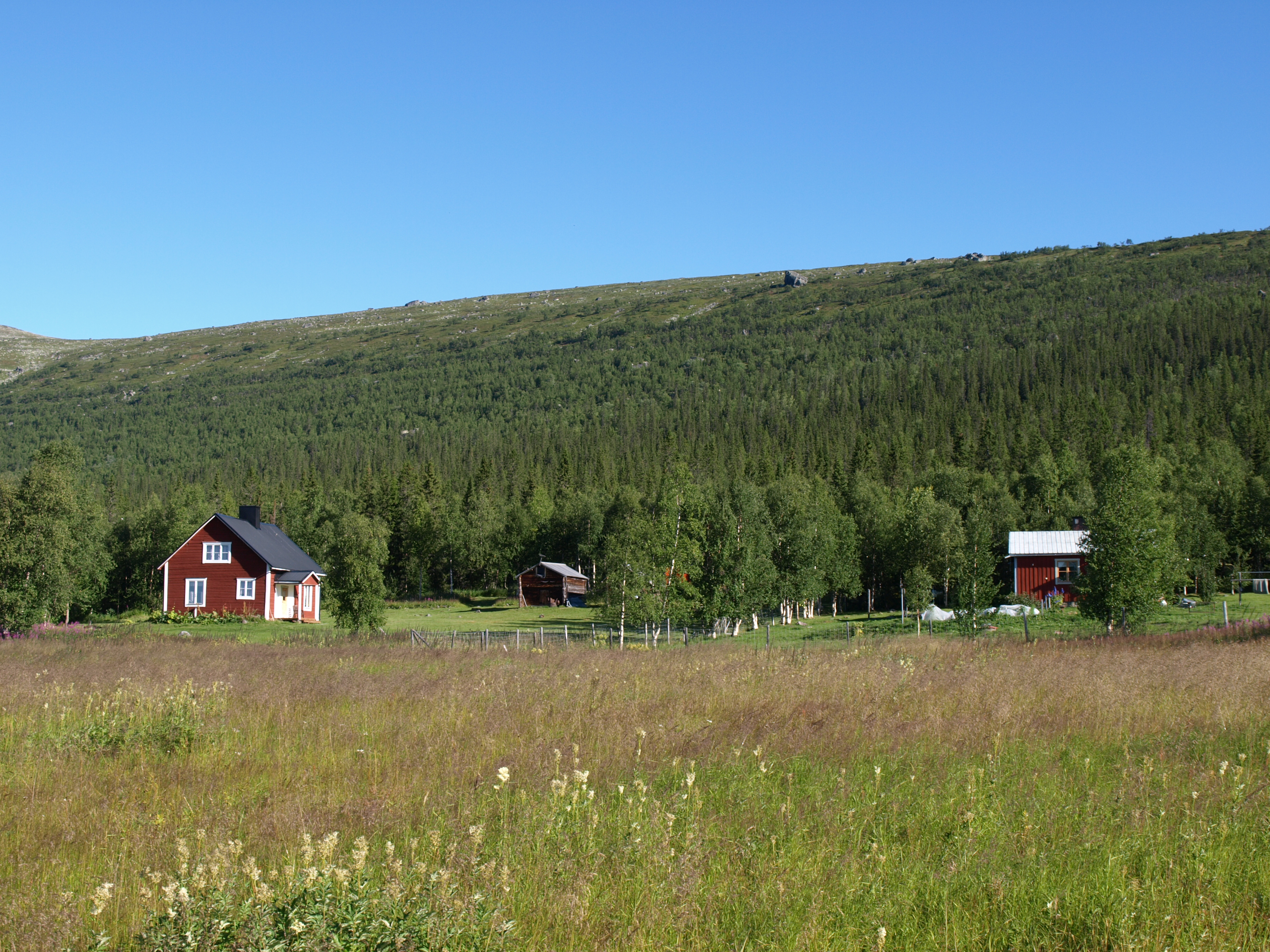
Samische Häuser mit einem der Häuser der Hütte im Hintergrund

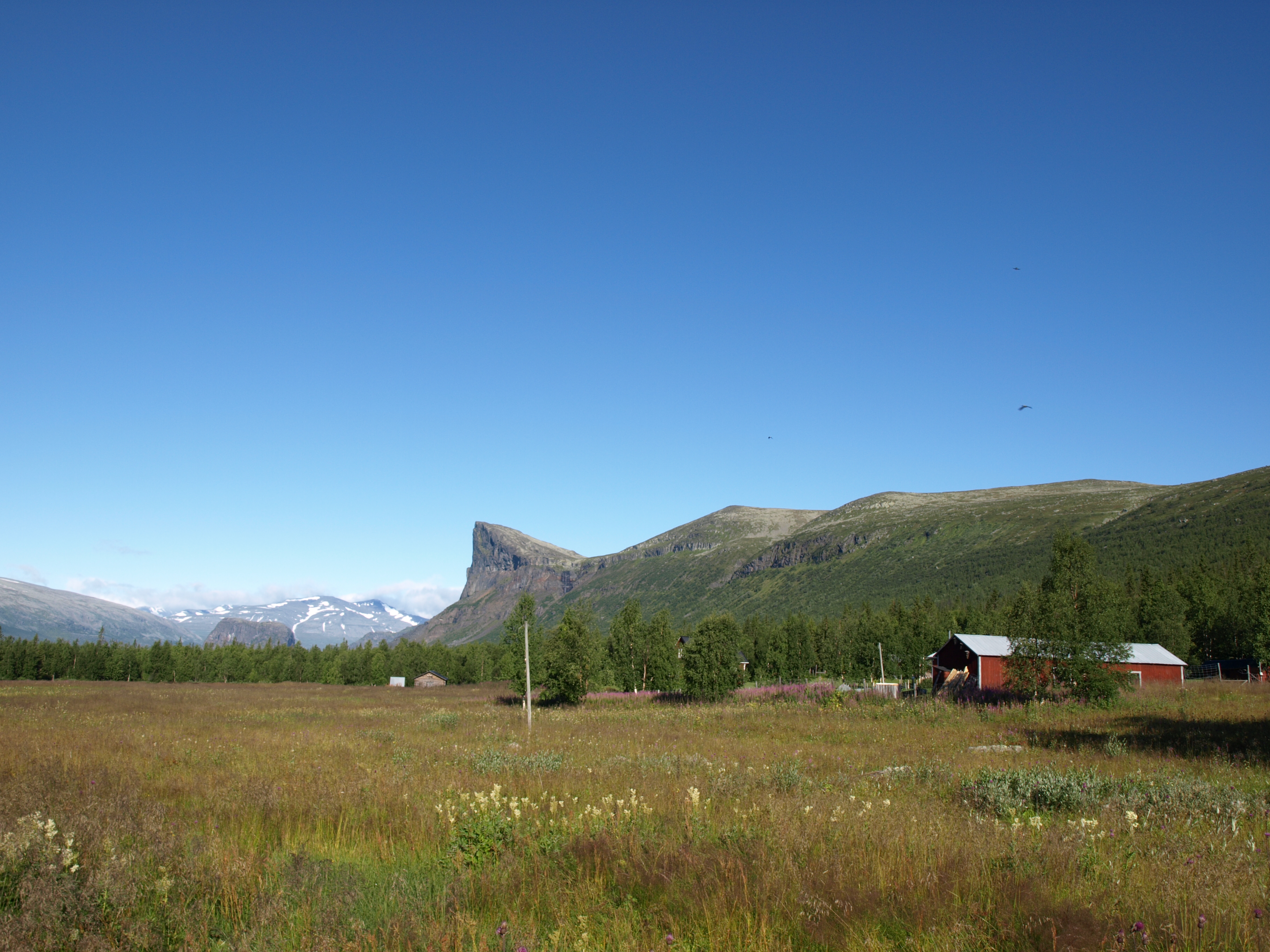
Samische Häuser in der Nähe der Berghütte Aktse vor dem Berg Skierffe

Aktse ist eine Wanderhütte des schwedischen Wandervereins Svenska Turistföreningen und liegt neben einem gleichnamigen Bergbauernhof auf einer Höhe von 550 Metern am Nordufer des Sees Laitaure.
Die Wanderhütte hat 34 Betten, verteilt auf zwei Häuser. Während der Saison von Mitte Februar bis Anfang Mai und von Mitte Juni bis Mitte September wird sie durch einen Hüttenwirt bewirtschaftet. Außerhalb dieser Zeit ist ein Sicherheitsraum mit Nottelefon geöffnet. Während der Saison gibt es Proviantverkauf.
Aktse liegt am Kungsleden, einem Fernwanderweg in der historischen schwedischen Provinz Lappland. Der Abstand zur Wanderhütte Sitojaure am gleichnamigen See im Norden beträgt 13 Kilometer. Vier Kilometer des Weges führen über die Seen Gåbddåjavrre und Gasskajavrre. Die Strecke kann wahlweise gerudert oder mit dem kostenpflichtigen Motorboot zurückgelegt werden. Der Motorboottransport wird von den Samen des benachbarten, von mehreren Familien zusammen bewirtschaften Samendorf durchgeführt. In Richtung Süden kommt man nach 24 Kilometern zur Wanderhütte Pårte des Svenska Turistföreningen. Davon sind drei Kilometer Boottransport über den Laitaure. Auch hier kann entweder gerudert oder das Motorboot genommen werden. Richtung Südosten gibt es einen Weg zu dem an der Straße von Kvikkjokk nach Jokkmokk gelegenen Dorf Tjåmotis. Von den 30 Kilometern lassen sich 20 mit dem Auto zurücklegen.
Aktse gilt als das Tor zum Nationalpark Sarek. Von dort aus lassen sich Wanderungen nach Rapadalen, einem Tal im Nationalpark Sarek, beginnen. Alternativ ist es auch möglich, sich mit dem Motorboot bis an die Nationalparkgrenze im Rapadal bringen zu lassen.
Eine beliebte Tagestur von Aktse führt zum Skierffe, der eine schöne Aussicht auf das Rapadelta bietet. Hier mündet der der Fluss des Rapadals in den Laitaure. Der Weg zum Skierffe führt an einer alten Opferstelle vorbei.
Aktse ist das lulesamische Wort für die Zahl Neun. Der Name für diesen Platz könnte davon kommen, dass einmal Neun Bären oberhalb von Aktse getötet wurden. Eine andere Erklärung ist, dass der Weg von der nördlichen Spitze des Tjaktjajaure (See) nach Aktse ungefähr Neun Kilometer beträgt.